# Sparrendaal (Vught)

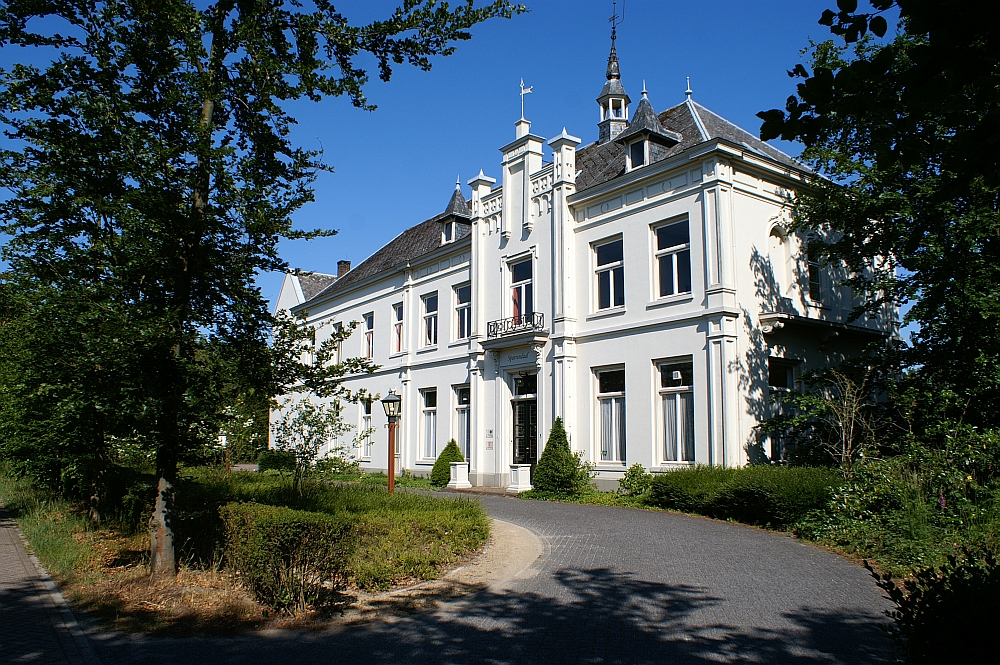
Landhuis Sparrendaal

Sparrendaal is een landgoed ten zuidwesten van Vught. Dit landgoed behoort tot een keten van landgoederen die onder meer ook Wargashuyse en Jagershagen omvat.

## Geschiedenis
Sparrendaal werd gesticht door Thomas Cornelis van Rijckevorsel (1751-1818). Het landhuis werd in 1901 in gebruik genomen door de Scheutisten. Dezen hadden 38 ha van het landgoed ten geschenke gekregen van een weldoener. Deze missiepaters begonnen in 1929 met een nieuw complex op het klooster te bouwen, "Nieuw Sparrendaal" geheten. Dit complex kwam in 1930 gereed, de kapel in 1931. Het oorspronkelijke landhuis heette sindsdien: "Oud Sparrendaal". Het is gebouwd in neogotische stijl en is gemeentelijk monument. Tegenwoordig is het in gebruik bij de Stichting Monumentenwacht Noord-Brabant. In 1964 kwam nog het internaatsgebouw De Steffenberg gereed, dit is van 1971-1998 blindeninstituut geweest. Het was een van de laatste seminaries die nog in Nederland zijn gebouwd. Daarna liep het aantal roepingen snel terug en het seminarie ging als regulier gymnasium, het Xaverius College, op in het Maurick College. De Steffenberg werd in 2002 gesloopt. Aangezien de laatste paters in 2008 waren vertrokken naar een verzorgingstehuis, kwam Nieuw Sparrendaal leeg te staan en ook dit complex werd gesloopt om plaats te maken voor enkele landhuizen. Bij het afscheid van de paters is een moerascipres geplant. Enkele bijzondere ornamenten van het klooster kregen in de kloostertuin achter Oud Sparrendaal een plaats, waar zich ook een door de seminaristen gebouwde folly bevindt. Deze is gebouwd met natuursteen dat afkomstig is van de Sint-Janskathedraal. Langs al deze objecten wordt een kloosterpad aangelegd.
Het landgoed Groot Sparrendaal is in 1994 aangekocht door de Stichting Brabants Landschap. Het omvat een park dat is aangelegd in de Engelse landschapsstijl en waarin enkele waterpartijen liggen. Het achterliggende bos wordt doorsneden door lanen en er groeien dubbelloof en koningsvaren. In het bos vindt men lelietje-van-dalen en gewone salomonszegel. Een deel van het landgoed werd tot akkerland, waarin zich eveneens fraaie lanen bevinden. Het lanenstelsel wordt uitgebreid en gaat deel uitmaken van het wandelnetwerk.

## Externe bron
- Projectbesluit 'Herontwikkeling Nieuw Sparrendaal' Gemeente Vught